# Грей, Ричи (регбист)
Ричард Джеймс Грей (англ. Richard James Gray, родился 24 августа 1989 года в Ратерглене) — шотландский профессиональный регбист, выступающий за «Тулузу» и сборную Шотландии на позиции лока. В 2013 году был вызван в состав «Британских и ирландских львов».

## Клубная карьера
Грей присоединился к  «Глазго Уорриорз» в 2008 году, после того как сыграл несколько матчей за различные молодёжные сборные Шотландии. Ричи провёл в стане «воинов» 5 лет, а в 2011 году был назван в числе 15 лучших игроков Кельтской лиги и лучшим локом сезона. В 2011 году Ричи подписал трёхлетний контракт с «Сейл Шаркс», кроме того, интерес к игроку проявили «Бат» и «Сарацины», а также неназванные французские клубы. На тот момент за «акул» уже выступали несколько соотечественников Грея — Ричи Вернон, Аласдер Дикинсон и Фрейзер Маккензи.
Регбист задержался в Большом Манчестере ненадолго — уже после первого сезона он пересёк Ла-Манш и присоединился к «Кастру», который в сезоне 2012/13 стал победителем Топ 14. За три сезона клуб лишь раз дошёл до финала плей-офф чемпионата Франции, где проиграл «Тулону». После своего выступления на чемпионате мира 2015 Грей получил предложение от «Тулузы», принципиального соперника «Кастра», и в мае 2016 года официально стал игроком «красно-чёрных».

## Международная карьера

### В сборной
До подписания контракта с «Глазго Уорриорз» Грей провёл несколько матчей с молодёжными сборными Шотландии разных уровней. За главную сборную дебютировал в матче против сборной Франции в рамках Кубка шести наций 2010. В следующем розыгрыше турнира Ричи дважды признали игроком матча — с Францией в феврале и Италией в марте. В августе регбист стал самым молодым шотландцем в составе «чертополохов» на чемпионате мира. Ричи сыграл на турнире все 4 матча сборной, но не сумел помочь ей выйти из группы.
На Кубке шести наций 2012 Грей занёс свою первую попытку за сборную, но этого оказалось не достаточно для победы над ирландцами. В последующие годы он стал важнейшим игроком основного состава «чертополохов», практически не пропуская матчей. В 2014 году в матче со сборной Аргентины Ричи и его младший брат Джонни, также выступающий на позиции лока, занесли по попытке. Предыдущий раз, когда два брата приземлили попытки в одном матче за сборную Шотландии, произошёл на чемпионате мира 1995 года.
На чемпионат мира 2015 были вызваны оба брата. Ричи сыграл на турнире все пять матчей, а встреча со сборной ЮАР стала для него пятидесятой в тёмно-синей регбийке.

### Британские и ирландские львы
Весной 2013 года попадание Грея в состав «Львов» оставалось под вопросом из-за полученной на Кубке шести наций травмы плеча, но в конце концов вызов он всё-таки получил. Ричи сыграл пять матчей против различных клубов и один тестовый со сборной Австралии, который был выигран со счётом 16:41.